# Conte Lopes
Roberval Conte Lopes Lima (São Paulo, 14 de maio de 1947), mais conhecido como Conte Lopes, é um policial aposentado, radialista, advogado, escritor e político brasileiro, filiado ao Partido Liberal (PL). É um membro da chamada bancada da bala.

## Biografia

### Trajetória como policial
Roberval ingressou em 1967 na PMESP (então "Força Pública do Estado de São Paulo") na graduação de soldado, e pouco tempo depois tornou-se um Cabo por meio de um concurso próprio.
Em 1970, é aprovado e ingressa no curso de formação de oficiais da Polícia, graduando-se, ao fim deste, como 2º tenente nas Rondas Ostensivas Tobias de Aguiar (ROTA). Em 1977 é promovido por bravura ao posto de 1º tenente após participações em operações policiais, em especial a que teve como desfecho o enfrentamento e morte do traficante de drogas "Carioquinha" (perseguido pelo assassinato de um policial civil pouco antes, em 4 de maio daquele mesmo ano).

### Formação acadêmica complementar
Em 1978, gradua-se em Direito pelas Faculdades Integradas de Guarulhos, é novamente promovido ao posto agora de Capitão em 1980 e após salvar uma refém de um sequestro no bairro Vila Mariana torna-se o único agraciado por uma dupla promoção por bravura dentre os quadros de oficiais da PM de todo o País, ostentando, em conjunto, a láurea de mérito pessoal em 1º grau.

### Coordenação
Em 1987, ainda na ativa policial, salvou a menina Tabatha (que originou o filme "O Caso Tabatha: o Bebê Refém") em Mogi das Cruzes, em uma ação que resultou na morte dos sequestradores e em ampla cobertura da mídia.

### Ingresso na vida pública
Em 1985, é afastado do policiamento de rua e colocado em serviço no hospital militar da Polícia, e logo depois é eleito deputado estadual com 26.945 votos.

#### No governo
Já foi representante do governo em 2010 na condição de governador interino, quando o então governador Alberto Goldman (PSDB) e o então Presidente da Assembleia Legislativa de São Paulo (ALESP), Barros Munhoz (PSDB) estiveram em viagem para fora do estado.

### Como escritor
É o autor do livro Matar ou Morrer, escrito em resposta ao livro Rota 66, do jornalista Caco Barcellos, que por sua vez alega brutalidade e ilegalidade das ações em que o então tenente Conte esteve envolvido e, de acordo com Barcellos, com o apoio de alguns elementos da polícia civil e membros da Justiça Militar.
Matar ou Morrer também originou posteriormente o filme Rota Comando, do diretor estreante Elias Junior .

## Controvérsias

### Rota 66
No livro vencedor do Prêmio Jabuti de 1993 na categoria não ficção, Rota 66, do jornalista Caco Barcellos, são atribuídos ao policial militar inúmeros caos de abusos de força e de violência policial contra civis. 

## Desempenho Eleitoral
| Ano  | Cargo                          | Votos   | Resultado | Ref.   |
| ---- | ------------------------------ | ------- | --------- | ------ |
| 1990 | Deputado Estadual de São Paulo | 43.726  | Eleito    | [ 7 ]  |
| 1994 | Deputado Estadual de São Paulo | 66.772  | Eleito    | [ 8 ]  |
| 1998 | Deputado Estadual de São Paulo | 148.388 | Eleito    | [ 9 ]  |
| 2002 | Deputado Estadual de São Paulo | 207.006 | Eleito    | [ 10 ] |
| 2006 | Deputado Estadual de São Paulo | 87.191  | Eleito    | [ 11 ] |
| 2012 | Vereador de São Paulo          | 31.947  | Eleito    | [ 12 ] |
| 2018 | Deputado Estadual de São Paulo | 116.806 | Eleito    | [ 13 ] |

## Filmografia

### Filmes
| Ano  | Título                                          | Notas        | Ref.   |
| ---- | ----------------------------------------------- | ------------ | ------ |
| 2020 | Pé de Pato: As (in)Justiças de um Cidadão Comum | Documentário | [ 14 ] |